# 北詰友樹
北詰 友樹（きたづめ ゆうき、1959年〈昭和34年〉9月15日 - ）は、日本の元俳優、元歌手。
明治学院大学卒業。S&A企画に所属していた。

## 人物
1979年、大学在学中にテレビドラマ『メガロマン』（フジテレビ）のオーディションに合格し、主役のメガロマン／獅子堂たかし役でデビュー。以後、甘いマスクと長身の恵まれた容姿を買われ、NHK連続テレビ小説『なっちゃんの写真館』に出演、一躍女性視聴者から注目されるようになった。当初は本名で活動していたが、1980年より芸名「北詰 友樹」として活動する。
映画デビューは21歳で出演した、川端康成原作・市川崑監督の『古都』。山口百恵の最後の主演作となった同作で、山口演ずる千恵子の幼なじみであり初恋の相手である真一を演じた。根岸吉太郎監督の『探偵物語』（1983年）では、薬師丸ひろ子演じるヒロインが憧れる先輩役で、実は事件の大きなカギを握っていた人物という重要な役どころで出演。さらに石井隆原作の"村木と奈美"の一連作品でもある『ルージュ』（1984年）でも個性派俳優たちの中で存在感をアピールした。
1990年代前半まで、テレビドラマ、映画、舞台で活躍したのち、芸能界から退いている。また、歌手としても活動した。
趣味は、ゴルフ、野球、読書。特技は、ギター、書道（二段）。

## 出演

### テレビドラマ
- メガロマン（1979年、CX） - 主演・メガロマン / 獅子堂たかし、ひろし（キャプテンダガー）
- 新・江戸の旋風 第7話「つっぱりすぎた慾の皮」（1980年、CX） - 友吉
- 連続テレビ小説 / なっちゃんの写真館（1980年、NHK）
- 土曜ナナハン学園危機一髪 / 青春スキャンダル（1980年、CX）
- 生徒諸君!（1980年、CX） - 飛島峻
- 青い絶唱（1980年、TBS） - 沢田清貴 [4]
- 拳骨にくちづけ（1981年、TBS） - 荒船鋼介
- 三年待った女（1981年、NTV） - 安武修
- 木曜ゴールデンドラマ（YTV）
  - 霧の平戸殺人哀歌（1981年）
  - 嫁と姑の隣人戦争（1985年）
  - 愛が見えるとき（1987年）
- おてんば宇宙人（1981年、NTV） - 本郷孝夫
- 新・海峡物語（1981年、ANB）
- ドラマ人間模様（NHK）
  - 海辺のマリア（1981年）
  - 大阪暮色（1984年）
- 山を走る女 私生児の母・多喜子（1981年11月19日、NTV） - 川野
- ポーラテレビ小説 / 愛をひとつまみ（1981年 - 1982年、TBS） - 矢島保
- ひまわりの歌（1981年 - 1982年、TBS）
- Gメン'75（TBS）
  - 第343話「'82オートバイに乗った暗殺者たち」（1982年）−加納信二（弟）
  - 第352話「野良犬コロの殺人」（1982年） - 谷口利男
- 大河ドラマ / 峠の群像 第17話「近松、赤穂取材中」、第18話「内蔵助決めた」（1982年、NHK） - 近藤新吾
- 陽あたり良好!（1982年、NTV） - 村木克彦
- ザ・サスペンス（TBS）
  - 柿ノ木坂の首吊り殺人事件（1982年） - 島田邦彦
  - あるフィルムの背景（1983年）
  - 富士山大噴火殺人事件（1983年）
- 過去のない女たち（1982年、TBS） - 伊沢良介
- 月曜ワイド劇場 / 父の再婚 母の再婚（1983年、ANB） - 清
- 時代劇スペシャル / 剣客商売 誘拐（1983年、CX） - 柿本三弥
- ちびっ子かあちゃん（1983年、TBS） - 斉藤先生
- 銀河テレビ小説（NHK）
  - 青春前後不覚（1983年）
  - まんが道（1986年） - 漫画家 川原
- 胸キュン探偵団（1983年、TBS） - 光田友彦 刑事
- 土曜ワイド劇場（ANB）
  - 釣部渓三郎の推理! 殺意の北八ヶ岳 婚前登山に連れてって（1983年）
  - 若妻殺し（1985年） - 山波進一郎
  - 西村京太郎トラベルミステリー 特急白鳥十四時間（1985年） - 磯見啓介
  - 辻真先の婚約旅行殺人事件シリーズ2 瀬戸内海婚約旅行殺人事件（1986年）
  - 家政婦は見た!5（1987年） - 大山卓也
  - 密会の宿3（1987年）
  - 瀬戸内海深夜航路の女（1990年） - 水野信也
  - 真珠半島殺人事件 別荘婦人が殺された!（1990年） - 梓英明
  - 隅田川怪奇連続殺人 トラベル探偵霊界巡りと露天風呂婚前旅行（1990年） - 三上真一
  - 京都島原殺人事件（1990年） - 江木さとる
  - 越後親不知、死を招くファインダー（1991年） - 河田光雄
  - マリンスポーツクラブ 女たちの華麗な闘い! （1992年） - 大木雄一
  - 京都 - 飛鳥路の旅殺人事件（1992年） - 大西明彦
- くれなゐ（1984年、MBS）
- サントリーミステリースペシャル / 運命交響曲殺人事件（1984年、ANB） - 小倉朝一郎
- こぶしの花 早春鎮魂歌（1984年、NTV）
- 長七郎江戸日記 第26話「右平次が打首になる日」（1984年、NTV） - 兵頭数馬
- 東芝日曜劇場（TBS）
  - 牡丹の庭（1984年）
  - そのドアを通って（1985年）
- 恋はミステリー劇場 / 原島弁護士の愛と悲しみ 前編・後編（1985年、TBS）
- 花王愛の劇場（TBS）
  - 忘却の愛（1985年）
  - あなただったら?（1986年）
- スーパーポリス 第14話「黙れ! 芸能レポーター殺人事件」（1985年、TBS） - 片桐裕司
- 水曜ドラマスペシャル / 図々しい女たち 前編・後編（1985年、TBS）
- 心はロンリー気持ちは「…」III（1986年、CX）
- 木曜ドラマストリート / 花嫁の賭け（1986年、CX）
- 特捜最前線 第487話「侮られた夫の殺意・殺したい程憎い妻!」（1986年、ANB） - 飯島
- 泣いてたまるか 第7話「幽霊は不倫する」（1986年、TBS） - 尾崎
- 森村誠一サスペンス / シンデレラスター殺人事件（1987年、KTV）
- 痛快!婦警候補生やるっきゃないモン! 第10話「手錠をかけてラブソング」（1987年、ANB）
- 三匹が斬る! 第2話「花一輪 雨も上がるか中仙道」（1987年、ANB） - 小暮藩主 信綱
- ダウンタウン探偵組 「はらたち日記」（1988年、ABC）
- JOCX-TV2 ミッドナイトドラマシアター / うわさの二人 女と男の十年戦争（1988年、CX）
- 隣りの未亡人とおかしな二人（1988年、ANB）
- 土曜ドラマスペシャル（TBS）
  - 風よ、鈴鹿へ（1988年）
  - 新・東京物語（1989年）
  - ママはライバル! 母娘刑事 エリート警視とヒラ巡査（1989年）
- こまらせないで! 第10話「ダンス・ダンス! バレエ教室の怪」（1989年、CX）
- 火曜サスペンス劇場（NTV）
  - 六月の花嫁2 婚約解消殺人事件（1989年） - 和田友範
  - 森村誠一の夜行列車（1992年）
- はぐれ刑事純情派II 第11話「花嫁が消えた!?」（1989年）
- 火曜スーパーワイド（ANB）
  - 霊界捜査II 日本ロマンチック街道殺人事件（1989年） - 津山賢次
  - 松本清張作家活動40年記念・砂の器（1991年） - 宮田邦郎
- 現代推理サスペンス / トワイライトはいつも雨降り（1990年、KTV）
- 世にも奇妙な物語 / 廃校七番目の不思議（1991年、CX） - 高木
- まさか、私が（1991年、THK）
- ADブギ 第3話「僕がどんなに君を好きか、君は知らない」、第4話「キミが主演女優」（1991年、TBS） - 河野
- さすらい刑事旅情編（ANB）
  - さすらい刑事旅情編III 第19話「汚染された死体・狙われた妹」（1991年）
  - さすらい刑事旅情編V 第1話「SL貴婦人号で待つ女・白狐面の殺意」（1992年）
- 運命の逆転 盗まれた企業秘密!（1992年、TBS）
- 真夏の刑事 第15話「もてあそばれた愛・復讐のミツグ君!」（1992年、ANB）
- 愛しの刑事 第10話「花嫁の母は海外逃亡犯・6年目の帰国の謎!?」（1993年、ANB） - 望月公平

### 映画
- 古都（1980年、東宝） - 水木真一
- ダイアモンドは傷つかない（1982年、東映） - 矢追哲
- 探偵物語（1983年、東映） - 永井裕
- みゆき（1983年、東宝） - 家庭教師 杉原
- シングルガール（1983年、松竹） - 山岡
- ダブルベッド（1983年、にっかつ）
- しのぶの明日（1984年、日本ヘラルド映画） - 鎌田健一
- ルージュ（1984年、にっかつ） - 菊池勉
- ミシマ:ア・ライフ・イン・フォー・チャプターズ（1985年、ワーナー・ブラザース） - 美輪明宏 ※日本未公開
- オイディプスの刃（1986年、東宝） - 大迫明彦
- 漂流教室（1987年、東宝東和） - 藤木達也

### オリジナルビデオ
- 女バトルコップ（1990年、東映ビデオ） - 小泉直也
- 女猫 美しき復讐者（1992年、にっかつ） - 久我

### 舞台
- 火の国 疾風おんな節（1985年、新宿コマ劇場） - 小杉市太郎
- アロイス（1992年、青山円形劇場） - 医師ハインツ

### ラジオドラマ
- FMシアター / 家族（1985年、NHK-FM）

## ディスコグラフィ

### シングル
| 枚  | 発売日         | タイトル | c/w                        | 規格品盤  | レーベル |
| --- | -------------- | -------- | -------------------------- | --------- | -------- |
| 1st | 1980年4月5日   | 卒業     | 青春との別れ               | ETP-10694 | 東芝EMI  |
| 2nd | 1980年11月21日 | 熱い旅   | 哀しみ発レイニー・トレイン | ETP-17085 | 東芝EMI  |
| 3rd | 1981年10月21日 | DECEMBER | 恋はエトランゼ             | ETP-17240 | 東芝EMI  |

### アルバム
| 枚  | 発売日         | タイトル | 規格品盤 | レーベル |
| --- | -------------- | -------- | -------- | -------- |
| 1st | 1981年11月21日 | 明日へ   |          | 東芝EMI  |